# The Strange One

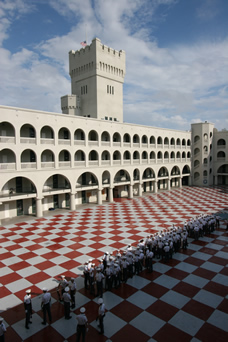

The Strange One is een Amerikaanse dramafilm, uitgebracht op 12 april 1957, geregisseerd door Jack Garfein. De film betekende het speelfilmdebuut voor George Peppard, Arthur Storch en Ben Gazzara. Het verhaal is gebaseerd op het boek 'End as a Man' van Calder Willingham. Bijrollen werden onder andere vertolkt door Pat Hingle, Clifton James en James Olson. De film werd geproduceerd door Sam Spiegel en opgenomen in Florida.

## Verhaal
Cadet-sergeant Jocko (Ben Gazzara) gaat als een beest tekeer op een militaire school ergens in het zuiden van de VS. Jocko is eigenlijk homo, maar kan dit voor zichzelf niet accepteren. Zijn gepest en getreiter lopen zo uit de hand, dat hij de andere cadetten tegen zich in het harnas jaagt.

## Rolverdeling
| Acteur           | Personage               |
| ---------------- | ----------------------- |
| Ben Gazzara      | Jocko De Paris          |
| Pat Hingle       | Harold Koble            |
| Mark Richman     | Laurie Corger           |
| Arthur Storch    | Simmons                 |
| Paul E. Richards | errin "Cockroach" McKee |
| Larry Gates      | George Avery Sr.        |
| Clifton James    | M.N. Ramsey             |
| Geoffrey Horne   | George Avery Jr.        |
| James Olson      | Roger Gatt              |
| Julie Wilson     | Peonie                  |
| George Peppard   | Robert Marquales        |